# Сочинение (синтаксис)
Сочинение отличается от подчинения, которое определяется как неравноправная связь, односторонняя зависимость одного компонента связи (слова либо предложения) от другого.
Лингвистическому понятию «сочинение» предшествует более древнее понятие — «паратаксис».

## Виды сочинительной связи
По значению сочинительная связь подразделяется на следующие виды:
- противительная связь («а», «да» (в значении «но»), «но», «зато», «однако», «однако же», «все же»),
- соединительная связь («не только — но и»),
- разделительная связь («или», «или… или», «либо», «то… то», «то ли… то ли», «не то… не то»).

В простом предложении сочинение выступает в обязательном сочетании с категорией однородности: связывает элементы, находящиеся в одинаковом отношении к какому-либо другому члену предложения (пришли отец и мать; учитель строг, но справедлив; в зале не только взрослые, но и дети; встретимся сегодня или завтра). Сочинение занимает здесь периферийное место и служит целям расширения предложения, увеличения в нём числа однотипных синтаксических позиций.

## Сочинение в сложном предложении
На уровне сложного предложения сочинение понимается как равноправие грамматического статуса элементарных предложений в его составе.
В результате рассмотрения многих формальных характеристик (признаков) сложносочинённого предложения большинство лингвистов сходятся во мнении об определяющей роли в его структуре союза, который является основным средством связи и выражения отношений между соединяемыми компонентами.
Сочинительная связь, как и подчинительная, многомерна, её содержание складывается: 1) из значений союзов и 2) из результатов взаимодействия семантики элементарных предложений (Холодов Н. Н., 1977). Значения союзов статичны, а значения, идущие от взаимодействия компонентов, динамичны. Последние складываются, в свою очередь, из модально-временных отношений (значений) и значений, являющихся типизированными результатами взаимодействия бесконечно разнообразной вещественной семантики компонентов. Эти последние отражают отношения между теми явлениями действительности, о которых сообщается в сочиняемых компонентах, и потому выступают в качестве главных коммуникативных отношений предложения. Н. Н. Холодов называет их «субстанциальными» значениями (отношениями).